# Ист-Палатка (Флорида)
Ист-Палатка (англ. East Palatka) — статистически обособленная местность, расположенная в округе Патнам (штат Флорида, США) с населением в 1707 человек по статистическим данным переписи 2000 года.

## География
По данным Бюро переписи населения США статистически обособленная местность Ист-Палатка имеет общую площадь в 11,65 квадратных километров, из которых 8,29 кв. километров занимает земля и 3,37 кв. километров — вода. Площадь водных ресурсов округа составляет 28,93 % от всей его площади.
Статистически обособленная местность Ист-Палатка расположена на высоте 5 м над уровнем моря.

## Демография
По данным переписи населения 2000 года в Ист-Палатка проживало 1707 человек, 365 семей, насчитывалось 521 домашнее хозяйство и 594 жилых дома. Средняя плотность населения составляла около 146,52 человек на один квадратный километр. Расовый состав населённого пункта распределился следующим образом: 59,64 % белых, 37,26 % — чёрных или афроамериканцев, 0,29 % — коренных американцев, 1,00 % — азиатов, 1,05 % — представителей смешанных рас, 0,76 % — других народностей. Испаноговорящие составили 2,40 % от всех жителей статистически обособленной местности.
Из 521 домашних хозяйств в 28,6 % воспитывали детей в возрасте до 18 лет, 50,5 % представляли собой совместно проживающие супружеские пары, в 15,5 % семей женщины проживали без мужей, 29,9 % не имели семей. 25,3 % от общего числа семей на момент переписи жили самостоятельно, при этом 12,7 % составили одинокие пожилые люди в возрасте 65 лет и старше. Средний размер домашнего хозяйства составил 2,50 человек, а средний размер семьи — 2,98 человек.
Население статистически обособленной местности по возрастному диапазону по данным переписи 2000 года распределилось следующим образом: 18,5 % — жители младше 18 лет, 8,7 % — между 18 и 24 годами, 36,7 % — от 25 до 44 лет, 21,8 % — от 45 до 64 лет и 14,3 % — в возрасте 65 лет и старше. Средний возраст жителей составил 38 лет. На каждые 100 женщин в Ист-Палатка приходилось 158,2 мужчин, при этом на каждые сто женщин 18 лет и старше приходилось 175,6 мужчин также старше 18 лет.
Средний доход на одно домашнее хозяйство статистически обособленной местности составил 37 857 долларов США, а средний доход на одну семью — 46 071 доллар. При этом мужчины имели средний доход в 31 507 долларов США в год против 26 250 долларов среднегодового дохода у женщин. Доход на душу населения статистически обособленной местности составил 37 857 долларов в год. 12,6 % от всего числа семей в населённом пункте и 17,4 % от всей численности населения находилось на момент переписи населения за чертой бедности, при этом 41,4 % из них были моложе 18 лет и 12,8 % — в возрасте 65 лет и старше.